# Skønheden og udyret: Belles magiske verden
Skønheden og udyret: Belles magiske verden er en tegnefilm fra The Walt Disney Company, der produceres af DisneyToon Studios og udgivet af Walt Disney Pictures. Filmen er den anden efterfølgeren til Skønheden og udyret, og består af fire episoder. Filmen blev udgivet direkte på video i 17. februar 1998.

## Medvirkende
- Belle - Louise Fribo
- Udyret - Lars Lippert
- Lymiere - Preben Kristensen
- Kloksworth - John Hahn-Petersen
- Mrs. Potts - Kirsten Cenius
- Chip - Julian T. Kellermann
- Fifi - Michelle Bjørn-Andersen
- Madam Garderobe - Judith Rothenborg
- Webster - Paul Hüttel
- Crane - Ole Boisen
- La Plume - Donald Andersen
- Fortæller - Nis Bank-Mikkelsen